# Glay
Glay ist eine japanische Rockband.
Gegründet wurde die Gruppe 1988, bekannt wurde sie 1994. Ihre Musik ist im Pop-Rock verwurzelt, zudem sind Einflüsse aus Punk, Elektronischer Musik und Ska vorhanden.
Die Band besteht aus Takuro Kubo (Bandleader, Songwriting, Rhythmusgitarre), „Teru“ Teruhiko Kobashi (Gesang), „Jiro“ Yoshihito Wayama (Bass) und Hisashi Tonomura (Leadgitarre). Regelmäßige Gastmitglieder sind Toshi Nagai (Schlagzeug) sowie Masahide Sakuma (Keyboard).

## Geschichte

### Anfangsjahre
Kubo, Tonomura und Kobashi waren Schüler an der Highschool in Hakodate, als sie sich entschieden, gemeinsam aufzutreten. 1988 gründeten Kubo und Kobashi mit einigen Bekannten Glay. Der Bandname ist eine falsche Schreibweise für „gray“. Man will weder schwarz (steht für Rock) noch weiß (steht für Pop) sein, sondern eine eigene musikalische Richtung verfolgen.
Teru war zunächst Schlagzeuger, wurde allerdings im Sommer desselben Jahres von den übrigen Mitgliedern, die von seinem Gesang sehr angetan waren, zum Sänger ernannt. Tonomura wirkte anfangs sporadisch bei Auftritten mit, verfolgte jedoch in erster Linie eigene musikalische Interessen mit seiner Punkband Ari. Diese löste sich 1989 auf, woraufhin er sich GLAY als drittes permanentes Mitglied anschloss.
Im darauf folgenden Jahr beschlossen die drei nach Tokio zu gehen, Hauptstadt Japans sowie der japanischen Musikindustrie. Wayama, ein Bekannter Kubos, schloss sich als Bassist an. In dieser Konstellation und mit wechselnden Schlagzeugern spielten sie in Clubs und nahmen Demos auf. Das kostspielige Leben in Tokio wurde mit mehreren Gelegenheitsjobs finanziert (Bau, Supermarkt, Spielhallen). Zeitweise wohnten die Bandmitglieder in einer gemeinsamen Wohnung.
Am 17. Oktober 1993 spielten sie im Ichikawa Club GIO, in dem auch Yoshiki anwesend war, Leader von X Japan und Produzent. Dieser bot ihnen nach dem Auftritt einen Independent-Vertrag bei seinem Label Extasy Records an. Es dauerte nicht lange, bis GLAY zum Major Label Platinum Records wechselten und dort mit ihrem ersten Hit Rain größere Bekanntheit erlangten.

### 1994–2004
Ihre Beliebtheit wuchs, die vierte Single Freeze my love schaffte es auf den 19. Platz der Oricon-Charts, das erste Album Speed Pop kletterte auf Platz 8. Ihr erster Number-one Hit kam 1996 mit ihrem zweiten Album Beat Out!. 1997 veröffentlichten sie ihre Erfolgssingle However, welche bis dato ihr bekanntestes Werk sein soll. Review – Best of Glay vom Sommer desselben Jahres wurde zu der Zeit das meistverkaufte Album Japans mit 4 Millionen verkauften Silberlingen, im Jahr 2007 rangiert es immer noch auf Platz 3. Es folgten viele Touren und weitere Veröffentlichungen.
Am 31. Juli 1999 hielten Glay das Glay Expo 1999 Survival Konzert in der Makuhari Messe vor 200.000 Leuten ab, was es zum größten Konzertevent Japans machte. 2001 und 2004 folgen zwei weitere Expos, bei denen der Besucherrekord noch getoppt werden konnte. Die Glay Expo 2004 wurde anlässlich ihres 10. Bandjubiläums organisiert.
Danach entschied sich die Band für eine Pause. In dieser Zeit gingen die Mitglieder verschiedenen eigenen Projekten nach.

### Re:Birth 2006
Im Februar 2006 meldeten sich Glay mit einem Auftritt im Zepp Tokyo und dreien im Nippon Budokan, welche Re-birth:Rock ’n’ Roll Swindle genannt wurden, zurück.
Im Juli 2006 wurde die neue Single G4 veröffentlicht, welche wieder deutlich rockiger ausfiel als viele der Songs vor ihrer Pause. Eine große Medienkampagne promotete ihr Comeback in die Musikwelt. Im Juli taten sie sich mit ex-Boøwy Sänger Kyosuke Himuro zusammen, um Answer zu kreieren. Im August 2006 nahmen GLAY neben verschiedenen anderen Bands am Southern All Stars Sommerkonzert Mujintō teil. Ihre erste Ballade in diesem Jahr trug den Titel Natsuoto/Hen na Yume -Thousand Dreams und wurde im September veröffentlicht. Das Lied wurde der Titelsong zur TBS TV-Show Koi suru Hanikami. Daraufhin machten sie sich im November auf ihre Tour Rock ’n’ Roll Swindle -Re-Birth-, welche bis Anfang 2007 lief.
Im Januar folgten die neue Single 100 Man Kai no Kiss und das neue Album Love is Beautiful. Wieder gingen sie auf Tour und versorgten ihre Fans weiter mit ihren neuesten Kompositionen. Jiros Band The Predators spielten auf dem Rising Sun Rock Festival in Ezo, während Teru und Hisashi mit ihrer Band Rally auf dem Buck-Tick Fest 2007 auftraten.

### 2010
Nachdem GLAY 2009 bereits auf 15 Jahre Bandgeschichte zurückblicken konnten, machen sie auch 2010 nicht halt und veröffentlichen am 1. April den neuen Song Apologize, welcher nach dem Titel LET ME BE erneut vornehmlich zum Download angeboten wird. Des Weiteren öffnen Glay am 9. April ihren eigenen YouTube Channel. Zusammen mit dieser Ankündigung werden auch die Daten für eine neue japanweite Tour bekannt gegeben.

## Glay in Zahlen
Das Best-of-Album Review ist mit fünf Millionen verkauften CDs Guinness-Rekordhalter in Japan. Im Fanclub Happy Swing ist eine belebte Fangemeinde organisiert. Konzerte sind meist schon nach kurzer Zeit ausverkauft.
Zu erwähnen sind weiterhin die im großen Rahmen angelegten GLAY Expos, bei denen sich Open Air und Ausstellung die Klinke in die Hand geben. Bisher wurden drei dieser Events veranstaltet:
- 1999 mit 200.000 Besuchern (Makuhari Messe)
- 2001 mit 280.000 Besuchern (in Tokio)
- 2004 mit 100.000 Besuchern (in Osaka)

Außerdem haben GLAY eine Reihe von Auszeichnungen bekommen:
1996
- Gold Request Award für die Single Beloved bei den 29. All Japan Cable Broadcast Awards

1997
- Grand Prize Gewinner bei den 30. All Japan Cable Broadcast Awards
- Grand Prize Gewinner bei den 30. Japan Cable Broadcast Award
- Best Album of the year für Beloved bei den 39. Japan Record Awards
- Most Outstanding Piece of Work für However bei den 39. Japan Record Awards

1998
- Grand Prize winner at the 35. Golden Arrow Awards
- Best Selling Japanese Artist bei den World Music Awards
- Best Rock Album of the Year bei den 12. Golden Disk Awards
- Best Musical Video of the Year bei den 12. Golden Disk Awards
- Best Artist of the Year bei den 12. Golden Disk Awards
- Best Album of the Year für pure soul bei den 40. Japan Record Awards

1999
- Grand Prize Gewinner bei den 32. All Japan Cable Broadcast Awards
- Most Requested Artist bei den 32. Japan Cable Broadcast Awards
- Grand Prize Gewinner für Winter, again bei den 41. Japan Record Awards

2005
- Sonderpreis für ihre Karriere bei den Space Shower Music Video Awards

## Mitglieder
offizielle Mitglieder
- Teru, (jap. 小橋 照彦, Kobashi Teruhiko; * 8. Juni 1971 in Hakodate, Hokkaidō)

Teru ist der Sänger der Band, kann aber auch Schlagzeug und Gitarre spielen. Für Glay schrieb er ein paar Songs wie Back Up, Blast, I will~, Shuumatsu no Baby Talk und Little Lovebirds.
2002 heiratete er Ami Onuki von Puffy AmiYumi und hat mit ihr eine Tochter.
Zusammen mit Hisashi, Schlagzeuger Motokatsu von The Mad Capsule Markets und Bassist Ueno Koji von Thee Michelle Gun Elephant spielte er während Glays Bandpause in einer Band namens Rally.
- Takuro (久保 琢郎, Kubo Takuro; * 26. Mai 1971 in Hakodate, Hokkaidō)

Der Bandleader spielt Rhythmusgitarre und Keyboard, komponiert die meisten Songs von Glay und schreibt die dazugehörigen Songtexte. In dieser Funktion hat er aber auch schon Songs für andere Künstler geschrieben, darunter Namie Amuro (Lovebite), MISIA (fuyu no etranger), Hikaru Utada (Time Limit und Drama) und Mika Nakashima (Hitoiro und Eyes for the Moon), um einige zu nennen.
Er ist mit dem japanischen Model Seri Iwahori verheiratet; Sie haben zwei Kinder.
- Hisashi (外村 尚, Tonomura Hisashi; * 2. Februar 1972 in Hirosaki, Präfektur Aomori)

Er ist der Gitarrist der Band. Bevor er offizielles Mitglied der Band wurde, spielte er bei Ari (蟻).
- Jiro (和山 義仁, Wayama Yoshihito; * 17. Oktober 1972 in Hakodate, Hokkaidō)

Jiro ist der Bassist von Glay und The Predators. Letztere gründete er mit The-pillows-Gitarrist Yamanaka Sawao und Straightener Drummer Nakayama Shinpei. Für Glay komponierte er unter anderem SHUTTER SPEEDS no te-ma, Good Bye Bye Sunday, TIME und AMERICAN INNOVATION.
Support Mitglieder
- Masahide Sakuma (seit 1994): Rhythmusgitarre, Keyboard
- Toshi Nagai (seit 1995): Schlagzeug
- Yuta Saitō (seit 2004): Keyboard

## Medien
Neben ihrer Karriere als Musiker haben alle Bandmitglieder außer Teru ein Buch geschrieben, Jiro zwei. Des Weiteren haben oder hatten alle ihre eigenen Radio-Shows, Hisashi tritt zeitweise als DJ auf und Teru entwirft Plakate, Albumcover und T-Shirts, sowohl für seine Band als auch für befreundete Künstler.

## Diskografie

### Alben
| Jahr | Titel                              | Höchstplatzierung, Gesamtwochen, AuszeichnungChartsChartplatzierungen (Jahr, Titel, Platzierungen, Wochen, Auszeichnungen, Anmerkungen) | Anmerkungen                              |
| Jahr | Titel                              | JP | Anmerkungen                              |
| ---- | ---------------------------------- | --- | ---------------------------------------- |
| 1994 | Hai to Diamond (灰とダイヤモンド)  | JP10 (5 Wo.)JP | Erstveröffentlichung: 25. Mai 1994       |
| 1995 | Speed Pop                          | JP7 Gold · (55 Wo.)JP | Erstveröffentlichung: 1. März 1995       |
| 1996 | Beat Out!                          | JP1 ×2Doppelplatin · (87 Wo.)JP | Erstveröffentlichung: 7. Februar 1996    |
| 1996 | Beloved                            | JP1 ×4Vierfachplatin · (95 Wo.)JP | Erstveröffentlichung: 18. November 1996  |
| 1998 | Glay Song Book                     | JP12 (5 Wo.)JP | Erstveröffentlichung: 25. Februar 1998   |
| 1998 | Pure Soul                          | JP1 ×3Dreifachdiamant · (46 Wo.)JP | Erstveröffentlichung: 29. Juli 1998      |
| 1999 | Heavy Gauge                        | JP1 ×2Doppeldiamant · (26 Wo.)JP | Erstveröffentlichung: 20. Oktober 1999   |
| 2001 | One Love                           | JP1 ×2Doppelplatin · (18 Wo.)JP | Erstveröffentlichung: 28. November 2001  |
| 2002 | Unity Roots & Family, Away         | JP1 Platin · (19 Wo.)JP | Erstveröffentlichung: 19. September 2002 |
| 2004 | The Frustrated                     | JP2 Platin · (15 Wo.)JP | Erstveröffentlichung: 24. März 2004      |
| 2007 | Love is Beautiful                  | JP1 Platin · (9 Wo.)JP | Erstveröffentlichung: 31. Januar 2007    |
| 2010 | Glay                               | JP1 Gold · (14 Wo.)JP | Erstveröffentlichung: 13. Oktober 2010   |
| 2013 | Justice                            | JP1 (11 Wo.)JP | Erstveröffentlichung: 23. Januar 2013    |
| 2013 | Guilty                             | JP2 (10 Wo.)JP | Erstveröffentlichung: 23. Januar 2013    |
| 2014 | Music Life                         | JP2 Gold · (20 Wo.)JP | Erstveröffentlichung: 5. November 2014   |
| 2017 | Summerdelics                       | JP1 (22 Wo.)JP | Erstveröffentlichung: 12. Juli 2017      |
| 2019 | No Democracy                       | JP2 (17 Wo.)JP | Erstveröffentlichung: 2. Oktober 2019    |
| 2021 | Freedom Only                       | JP1 (16 Wo.)JP | Erstveröffentlichung: 6. Oktober 2021    |
| 2023 | HC 2023 episode 2 -Ghost Track EP- | JP4 (13 Wo.)JP | Erstveröffentlichung: 27. September 2023 |
| 2024 | Back To The Pops                   | JP1 (17 Wo.)JP | Erstveröffentlichung: 9. Oktober 2024    |

### Kompilationen
| Jahr | Titel                                         | Höchstplatzierung, Gesamtwochen, AuszeichnungChartsChartplatzierungen (Jahr, Titel, Platzierungen, Wochen, Auszeichnungen, Anmerkungen) | Anmerkungen                             |
| Jahr | Titel                                         | JP | Anmerkungen                             |
| ---- | --------------------------------------------- | --- | --------------------------------------- |
| 1997 | Review ～Best Of Glay                         | JP1 ×5Fünffachdiamant · (109 Wo.)JP | Erstveröffentlichung: 1. Oktober 1997   |
| 2000 | Drive ～Glay Complete Best                    | JP1 ×2Doppeldiamant · (24 Wo.)JP | Erstveröffentlichung: 29. November 2000 |
| 2003 | Rare Collectives Vol.1                        | JP3 Platin · (11 Wo.)JP | Erstveröffentlichung: 5. Februar 2003   |
| 2003 | Rare Collectives Vol.2                        | JP2 Platin · (11 Wo.)JP | Erstveröffentlichung: 5. Februar 2003   |
| 2005 | White Road “Ballad Best Singles”              | JP1 ×2Doppelplatin · (13 Wo.)JP | Erstveröffentlichung: 15. Januar 2005   |
| 2009 | The Great Vacation Vol.1 ~Super Best of Glay~ | JP2 Platin · (21 Wo.)JP | Erstveröffentlichung: 10. Juni 2009     |
| 2009 | The Great Vacation Vol.2 ~Super Best of Glay~ | JP1 Gold · (18 Wo.)JP | Erstveröffentlichung: 21. Oktober 2009  |
| 2011 | Rare Collectives Vol.3                        | JP5 (7 Wo.)JP | Erstveröffentlichung: 9. März 2011      |
| 2011 | Rare Collectives Vol.4                        | JP6 (7 Wo.)JP | Erstveröffentlichung: 9. März 2011      |
| 2020 | Review II ～Best Of Glay                      | JP1 Gold · (24 Wo.)JP | Erstveröffentlichung: 3. März 2020      |

### Singles
| Jahr | Titel Album                                                                                              | Höchstplatzierung, Gesamtwochen, AuszeichnungChartsChartplatzierungen (Jahr, Titel, Album, Platzierungen, Wochen, Auszeichnungen, Anmerkungen) | Anmerkungen                                                               |
| Jahr | Titel Album                                                                                              | JP | Anmerkungen                                                               |
| ---- | --- | --- | ------------------------------------------------------------------------- |
| 1994 | Rain Hai to Diamond (灰とダイヤモンド)                                                                   | JP26 (11 Wo.)JP | Erstveröffentlichung: 25. Mai 1994                                        |
| 1994 | Manatsu no tobira (真夏の扉) Hai to Diamond (灰とダイヤモンド)                                           | JP24 (5 Wo.)JP | Erstveröffentlichung: 15. Juni 1994                                       |
| 1994 | Kanojo no Modern… (彼女の “Modern···”) Hai to Diamond (灰とダイヤモンド)                                 | JP45 (4 Wo.)JP | Erstveröffentlichung: 16. November 1994                                   |
| 1995 | Freeze my love Speed Pop                                                                                 | JP19 (5 Wo.)JP | Erstveröffentlichung: 25. Januar 1995                                     |
| 1995 | Zutto futari de… (ずっと２人で・・・) Speed Pop                                                          | JP34 (5 Wo.)JP | Erstveröffentlichung: 17. Mai 1995                                        |
| 1995 | Yes, Summerdays Beat Out!                                                                                | JP13 Gold · (10 Wo.)JP | Erstveröffentlichung: 9. August 1995                                      |
| 1995 | Ikiteku Tsuyosa (生きてく強さ) Beat Out!                                                                 | JP19 (6 Wo.)JP | Erstveröffentlichung: 8. November 1995                                    |
| 1996 | Glorious (グロリアス) Beat Out!                                                                          | JP4 Platin · (14 Wo.)JP | Erstveröffentlichung: 17. Januar 1996                                     |
| 1996 | Beloved                                                                                                  | JP3 ×2Doppelplatin · (25 Wo.)JP | Erstveröffentlichung: 7. August 1996                                      |
| 1996 | A Boy – Zutto Wasurenai (ずっと忘れない) Beloved                                                         | JP2 Gold · (14 Wo.)JP | Erstveröffentlichung: 11. November 1996                                   |
| 1997 | Kuchibiru (口唇) Review ～Best Of Glay                                                                   | JP1 Diamant · (20 Wo.)JP | Erstveröffentlichung: 14. Mai 1997                                        |
| 1997 | However Review ～Best Of Glay                                                                            | JP1 ×3Dreifachplatin + Gold (Streaming - Anthology Remix) · (35 Wo.)JP                                                                         | Erstveröffentlichung: 6. August 1997                                      |
| 1998 | Soul love Pure Soul                                                                                      | JP2 ×4Vierfachplatin · (16 Wo.)JP | Erstveröffentlichung: 29. April 1998                                      |
| 1998 | Yuuwaku (誘惑) Pure Soul                                                                                 | JP1 ×4Vierfachplatin · (20 Wo.)JP | Erstveröffentlichung: 29. April 1998                                      |
| 1998 | Be With You Heavy Gauge                                                                                  | JP1 ×3Dreifachplatin · (17 Wo.)JP | Erstveröffentlichung: 25. November 1998                                   |
| 1999 | Winter Again Heavy Gauge                                                                                 | JP1 ×4Vierfachplatin · (18 Wo.)JP | Erstveröffentlichung: 3. Februar 1999                                     |
| 1999 | Koko dewa nai Dokoka He (ここでわない、どこかへ) Heavy Gauge                                             | JP1 Diamant · (10 Wo.)JP | Erstveröffentlichung: 25. August 1999                                     |
| 2000 | Happiness Heavy Gauge                                                                                    | JP1 Platin · (9 Wo.)JP | Erstveröffentlichung: 1. Januar 2000                                      |
| 2000 | Mermaid One Love                                                                                         | JP1 ×2Doppelplatin · (10 Wo.)JP | Erstveröffentlichung: 19. Juli 2000                                       |
| 2000 | Tomadoi / Special Thanks (とまどい / Special Thanks) –                                                   | JP1 ×3Dreifachplatin · (9 Wo.)JP | Erstveröffentlichung: 23. August 2000                                     |
| 2000 | Missing You Drive ～Glay Complete Best                                                                   | JP1 Platin · (9 Wo.)JP | Erstveröffentlichung: 15. November 2000                                   |
| 2001 | Global Communication One Love                                                                            | JP1 ×2Doppelplatin · (8 Wo.)JP | Erstveröffentlichung: 25. April 2001                                      |
| 2001 | Stay Tuned One Love                                                                                      | JP2 Platin · (7 Wo.)JP | Erstveröffentlichung: 4. Juli 2001                                        |
| 2001 | Hitohira no Jiyuu (ひとひらの自由) One Love                                                              | JP1 Gold · (6 Wo.)JP | Erstveröffentlichung: 19. September 2001                                  |
| 2002 | Way of Difference Unity Roots and Family, Away                                                           | JP1 Platin · (12 Wo.)JP | Erstveröffentlichung: 27. Februar 2002                                    |
| 2002 | Mata koko de aimasho (またここであいましょう) Unity Roots and Family, Away                               | JP2 Platin · (6 Wo.)JP | Erstveröffentlichung: 24. Juli 2002                                       |
| 2002 | Aitai Kimochi (逢いたい気持ち) Ballad Best Singles: White Road                                           | JP2 Platin · (10 Wo.)JP | Erstveröffentlichung: 31. Juli 2002                                       |
| 2003 | Beautiful Dreamer / Street Life The Frustrated                                                           | JP1 Platin · (18 Wo.)JP | Erstveröffentlichung: 16. Oktober 2003                                    |
| 2004 | Toki no Shizuku (時の雫) The Frustrated                                                                  | JP1 Platin · (11 Wo.)JP | Erstveröffentlichung: 28. Januar 2004                                     |
| 2004 | Tenshi no wakamae / peak hateshinaku soul kagirinaku (天使のわけまえ / ピーク果てしなくソウル限りなく) – | JP1 Platin · (11 Wo.)JP | Erstveröffentlichung: 19. Mai 2004                                        |
| 2004 | Blue Jean Ballad Best Singles: White Road                                                                | JP1 Gold · (11 Wo.)JP | Erstveröffentlichung: 4. August 2004                                      |
| 2004 | White Road (ホワイトロード) Ballad Best Singles: White Road                                              | JP1 Gold · (8 Wo.)JP | Erstveröffentlichung: 8. Dezember 2004                                    |
| 2005 | Scream (Glay x Exile) Love Is Beautiful                                                                  | JP1 ×2Doppelplatin + Gold (Digital) · (28 Wo.)JP                                                                                               | Erstveröffentlichung: 20. Juli 2005 · + JP: ×3Dreifachplatin (Klingelton) |
| 2006 | G4 – | JP2 Gold · (11 Wo.)JP | Erstveröffentlichung: 12. Juli 2006                                       |
| 2006 | Answer (Glay feat. Kyosuke Himuro) Love Is Beautiful                                                     | JP2 Platin · (12 Wo.)JP | Erstveröffentlichung: 2. August 2006                                      |
| 2006 | Natsu Oto (夏音) Love Is Beautiful                                                                       | JP1 Gold + Gold (Mobile Downloads) · (10 Wo.)JP                                                                                                | Erstveröffentlichung: 13. September 2006                                  |
| 2007 | Hyakumankai No Kiss (100万回のKISS) Love Is Beautiful                                                    | JP1 Platin · (7 Wo.)JP | Erstveröffentlichung: 17. Januar 2007                                     |
| 2007 | Kodou (鼓動) The Great Vacation Vol.1 ~Super Best of Glay~                                               | JP1 Gold · (7 Wo.)JP | Erstveröffentlichung: 4. April 2007                                       |
| 2007 | Ashes.EP The Great Vacation Vol.1 ~Super Best of Glay~                                                   | JP2 Gold · (8 Wo.)JP | Erstveröffentlichung: 31. Oktober 2007                                    |
| 2008 | Verb The Great Vacation Vol.1 ~Super Best of Glay~                                                       | JP1 Gold · (10 Wo.)JP | Erstveröffentlichung: 11. Juni 2008                                       |
| 2008 | I Love You wo sagashiteru / Aka to Kuro no Matadora The Great Vacation Vol.1 ~Super Best of Glay~        | JP2 Gold · (8 Wo.)JP | Erstveröffentlichung: 10. September 2008                                  |
| 2009 | Say Your Dream The Great Vacation Vol.1 ~Super Best of Glay~                                             | JP2 Gold · (13 Wo.)JP | Erstveröffentlichung: 4. März 2009                                        |
| 2009 | I am xxx The Great Vacation Vol.1 ~Super Best of Glay~                                                   | JP2 Gold · (8 Wo.)JP | Erstveröffentlichung: 25. Mai 2009                                        |
| 2010 | Precious Glay                                                                                            | JP2 (8 Wo.)JP | Erstveröffentlichung: 8. September 2010                                   |
| 2011 | My Private "Jealousy" Guilty                                                                             | JP6 (8 Wo.)JP | Erstveröffentlichung: 16. November 2011                                   |
| 2012 | Bible Guilty                                                                                             | JP3 (11 Wo.)JP | Erstveröffentlichung: 23. Mai 2012                                        |
| 2012 | Justice [from] Guilty Justice                                                                            | JP3 (8 Wo.)JP | Erstveröffentlichung: 5. Dezember 2012                                    |
| 2012 | Unmeiron Justice                                                                                         | JP4 (8 Wo.)JP | Erstveröffentlichung: 5. Dezember 2012                                    |
| 2013 | Dark River / Eternally / Tokei Music Life                                                                | JP4 (9 Wo.)JP | Erstveröffentlichung: 24. Juli 2013                                       |
| 2013 | Diamond Skin / Niji no Pocket / Crazy Dance –                                                            | JP4 (9 Wo.)JP | Erstveröffentlichung: 27. November 2013                                   |
| 2014 | Bleeze ~G4・III~ Music Life                                                                              | JP4 (11 Wo.)JP | Erstveröffentlichung: 9. Juli 2014                                        |
| 2014 | Hyakka Ryōran / Hashire! Mirai Music Life                                                                | JP6 (7 Wo.)JP | Erstveröffentlichung: 15. Oktober 2014                                    |
| 2015 | Heroes / Binetsu(A)girl Summer / Tsuzure Ori ~so far and yet so close~ Summerdelics                      | JP5 (9 Wo.)JP | Erstveröffentlichung: 25. Mai 2015                                        |
| 2016 | G4・IV –                                                                                                 | JP1 (14 Wo.)JP | Erstveröffentlichung: 27. Januar 2016                                     |
| 2016 | [Deathtopia] Summerdelics                                                                                | JP6 (9 Wo.)JP | Erstveröffentlichung: 3. August 2016                                      |
| 2017 | Winterdelics.EP (あなたといきてゆく) –                                                                   | JP3 (9 Wo.)JP | Erstveröffentlichung: 22. November 2017                                   |
| 2018 | 愁いのPrisoner/Your Song No Democracy                                                                    | JP4 (8 Wo.)JP | Erstveröffentlichung: 14. November 2018                                   |
| 2019 | G4 (Just Fine) –                                                                                         | JP2 (9 Wo.)JP | Erstveröffentlichung: 2. Juli 2019                                        |
| 2020 | G4・2020 (Rock Academia / Dope / 流星のHowl / Into the Wild 密) –                                        | JP2 (8 Wo.)JP | Erstveröffentlichung: 12. August 2020                                     |
| 2021 | Bad Apple Freedom Only                                                                                   | JP4 (11 Wo.)JP | Erstveröffentlichung: 18. August 2021                                     |
| 2022 | Only One,Only You –                                                                                      | JP4 (10 Wo.)JP | Erstveröffentlichung: 21. September 2023                                  |
| 2023 | HC 2023 episode 1 -The Ghost / 限界突破- (Blu-ray Disc付) –                                              | JP3 (17 Wo.)JP | Erstveröffentlichung: 15. Februar 2023                                    |
| 2024 | whodunit-Glay × Jay (Ehhypen)- / Share –                                                                 | JP5 (7 Wo.)JP | Erstveröffentlichung: 29. Mai 2024                                        |

## Auszeichnungen für Musikverkäufe
Anmerkung: Auszeichnungen in Ländern aus den Charttabellen bzw. Chartboxen sind in ebendiesen zu finden.
| Land/RegionAuszeichnungen für Musikverkäufe (Land/Region, Auszeichnungen, Verkäufe, Quellen) | Gold       | Platin       | Diamant       | Verkäufe   | Quellen            |
| -------------------------------------------------------------------------------------------- | ---------- | ------------ | ------------- | ---------- | ------------------ |
| Japan (RIAJ)                                                                                 | 21× Gold21 | 60× Platin60 | 14× Diamant14 | 44.900.000 | riaj.or.jp JP2 JP3 |
| Insgesamt                                                                                    | 21× Gold21 | 60× Platin60 | 14× Diamant14 |            |                    |